# فولراتسروهه
فولراتسروهه (به آلمانی: Vollrathsruhe) یک شهر در آلمان است که در مکلنبورگیشه زنپلاته واقع شده‌است. فولراتسروهه ۵۰۷ نفر جمعیت دارد.

## نگارخانه

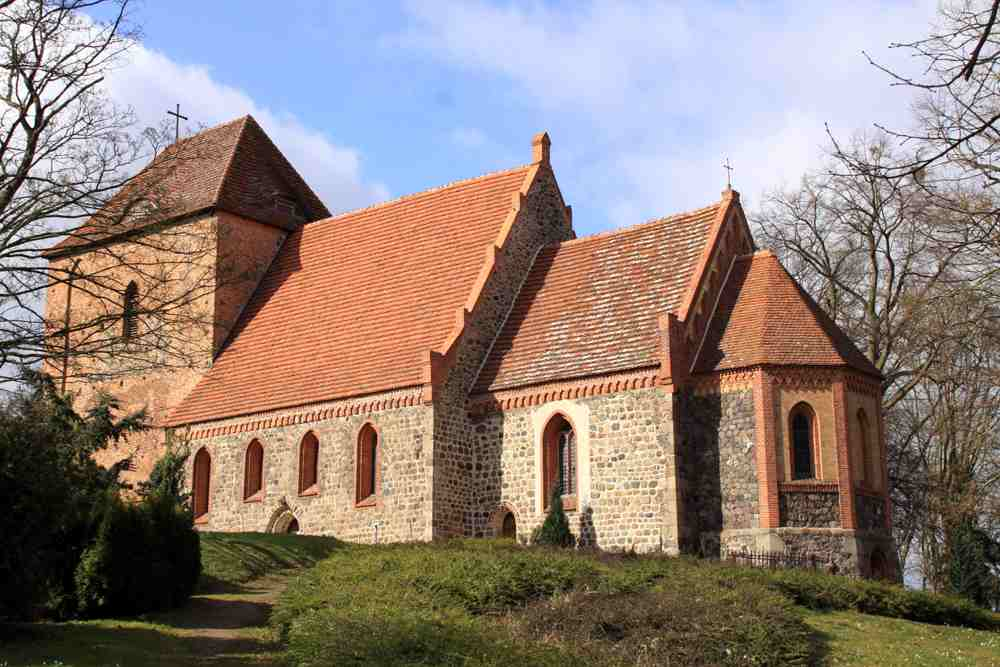
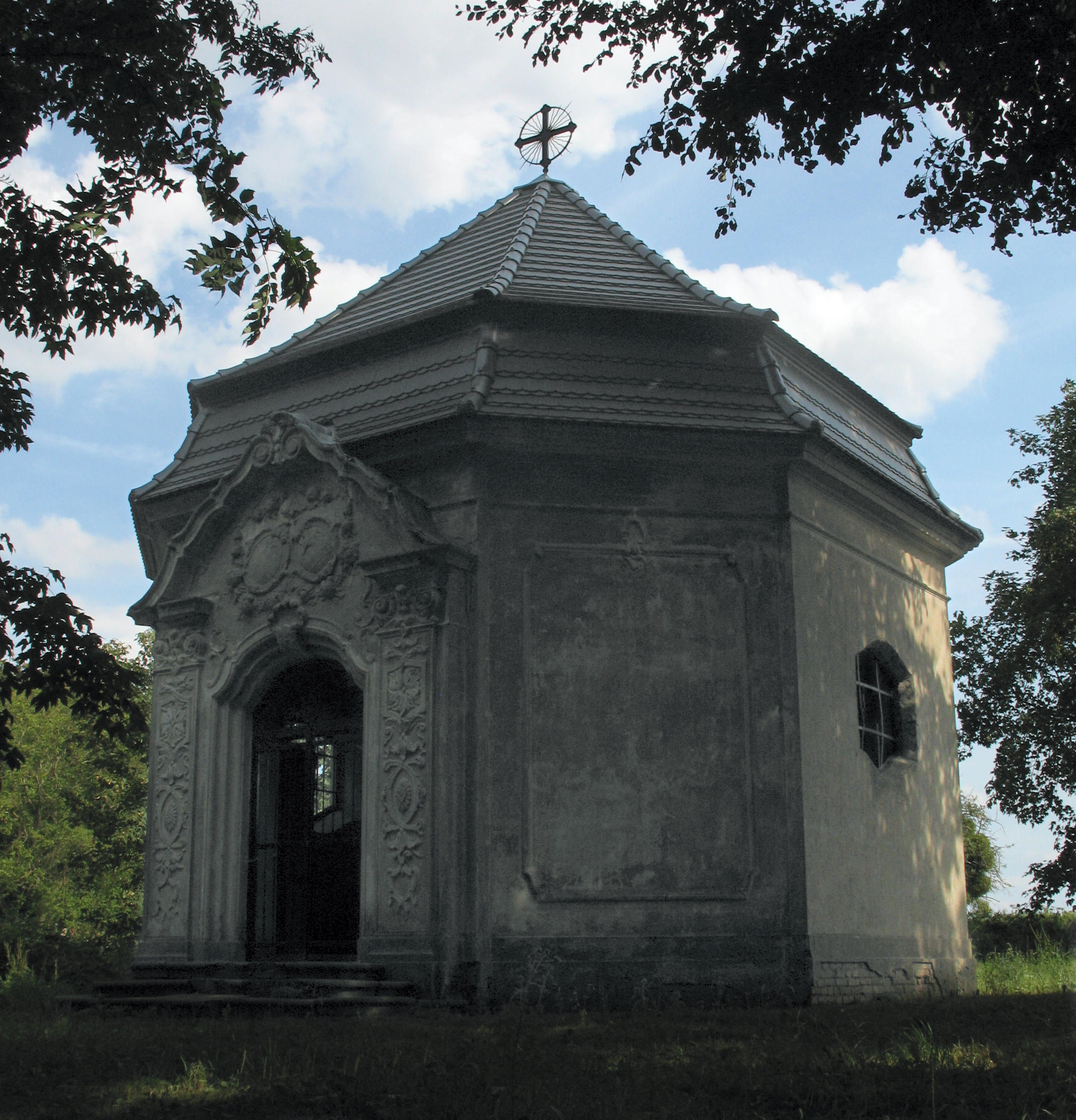
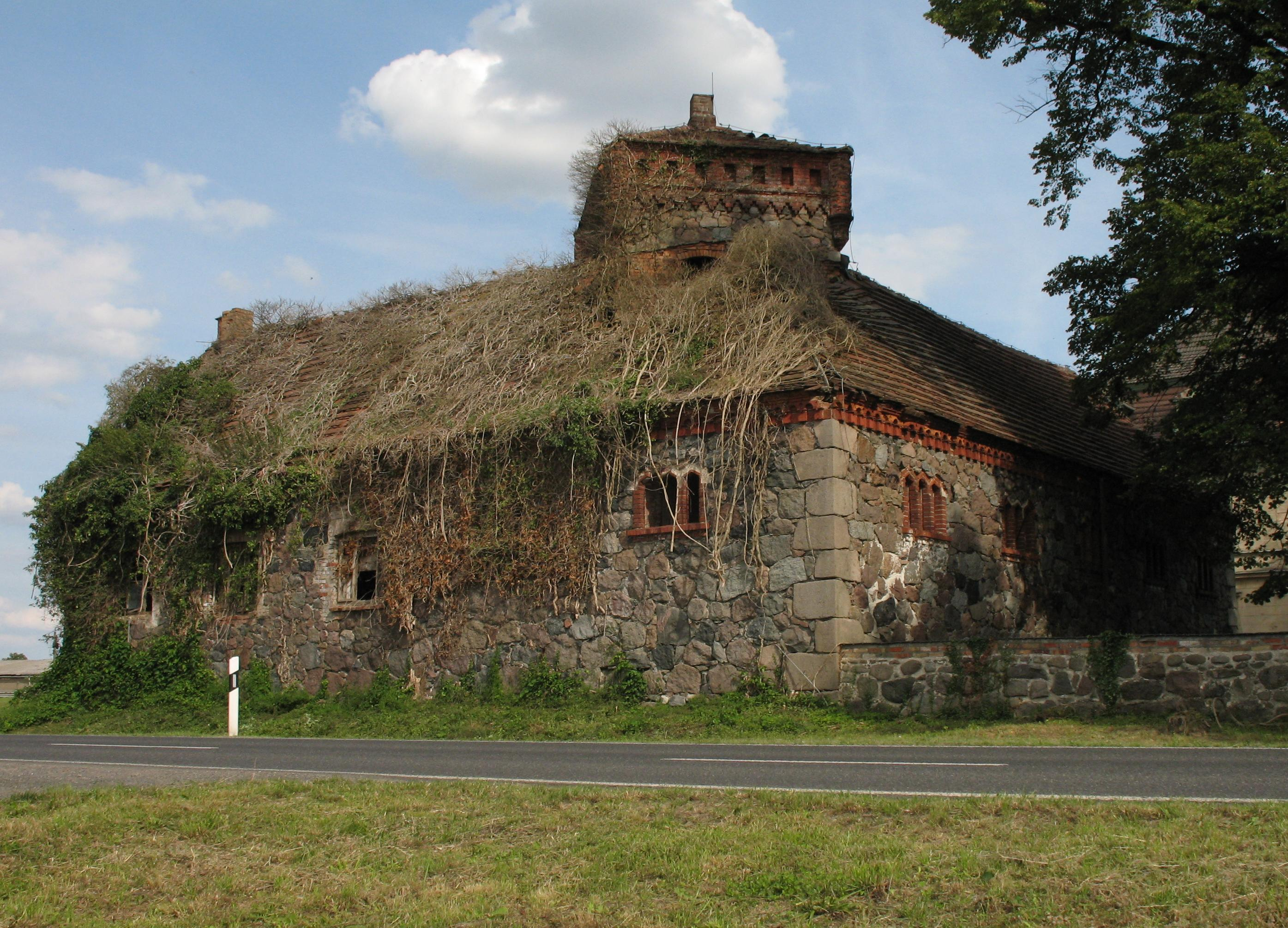
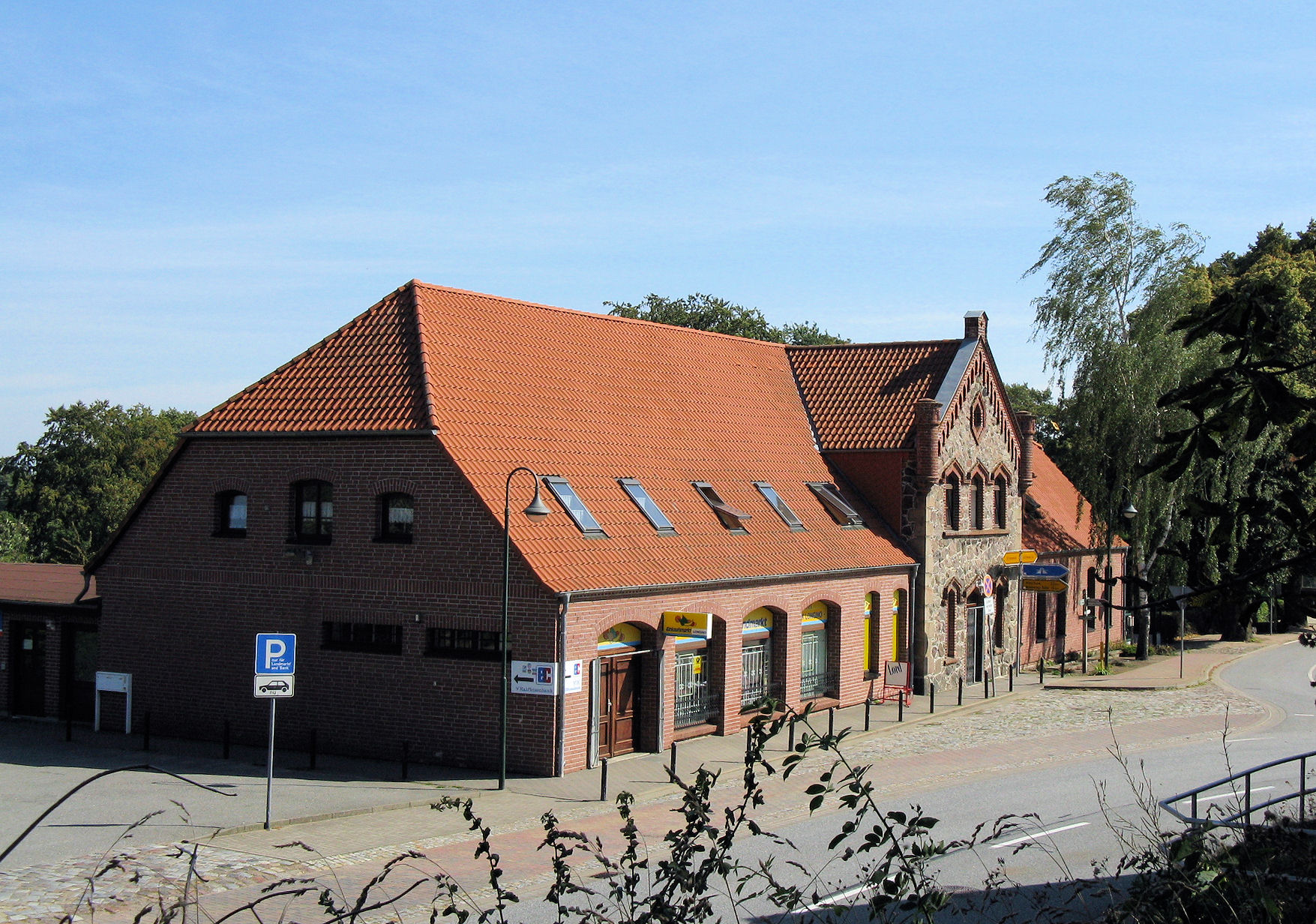
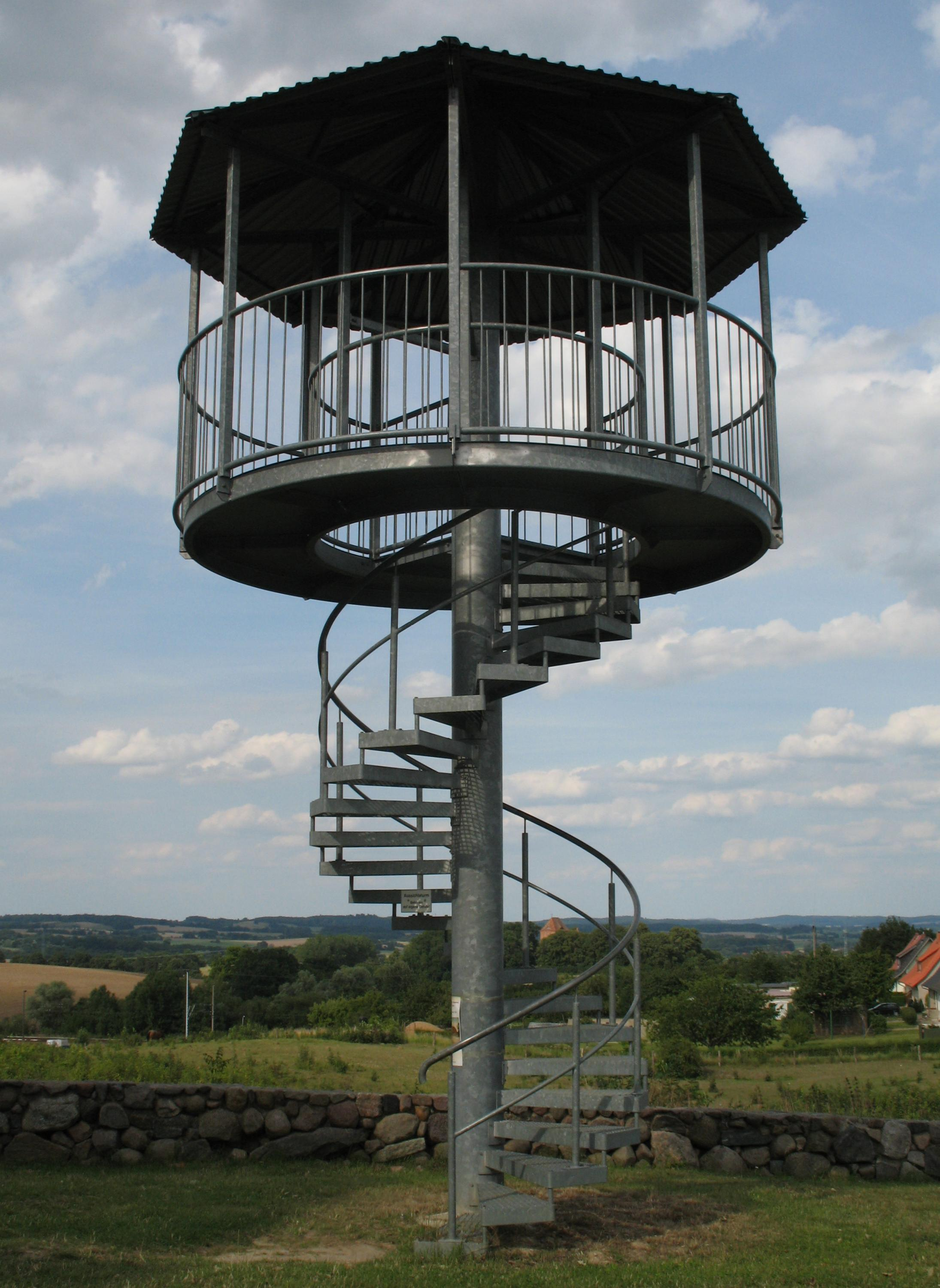